# Philippe Candeloro
Philippe Candeloro, född 17 februari 1972 i Courbevoie, är en fransk före detta konståkare.
Candeloro blev olympisk bronsmedaljör i konståkning vid vinterspelen 1994 i Lillehammer och vid vinterspelen 1998 i Nagano.